# کارناته
کارناته (به ایتالیایی: Carnate) یک کومونه در ایتالیا است که در استان مونتزا و بریانتزا واقع شده‌است.

## خصوصیات
کارناته ۳٫۵ کیلومترمربع مساحت و ۷٬۲۷۰ نفر جمعیت دارد و ۲۳۳ متر بالاتر از سطح دریا واقع شده‌است.